# 落差 (松本清張)
『落差』（らくさ）は、松本清張の長編小説。『読売新聞』に連載され（1961年11月12日付 - 1962年11月21日付、連載時の挿絵は杉全直）、1963年6月に文藝春秋新社から単行本が刊行された。

## あらすじ
多彩な才能を持つ学者として目下評判の高い島地章吾は、東京へ向かう列車の中で、細貝貞夫の妻・景子に久しぶりに遭遇した。学者として零落した細貝は現在無職で、古本屋の開業準備をしていると聞いた島地は、古本の援助を申し出つつ、景子と今後もつながりを持つことに興味を覚える。島地は高校の同期の佐野周平の知人から古本を得るが、佐野がダムの仕事で高知県に単身赴任すると聞き、佐野の妻・明子にも接近しようと考える。
細貝は古本屋の開業前に事故で急死する。景子の兄夫婦は古本屋開業をやめさせ、身の振り方に困った景子は、島地に今後を相談する。相談に応じた島地は、兄夫婦から離れるよう景子に提案する。一方、明子が俳句の集まりで湯河原に泊まることを知った島地は、教科書会社の秀学図書の編集会議を湯河原に設定させた上で、明子に接触し、策略をもって旅館へ連れ込む。他方、本社の指示で東京に一時戻った佐野は、島地の妻の話から、明子が湯河原で島地に遇ったことを察する。
兄夫婦の冷遇から離れ自活を試みる景子は、島地が夫と同職の学者という親近感もあり、島地の要求を受け入れる。就職先を探すものの、学者の妻だったという意識の抜けない景子は、営業などの泥臭い仕事に応募する覚悟が持てない。じめじめとした景子に負担を感じ始めた島地は、景子の秀学図書への就職を斡旋する。景子は東京の編集部への就職を希望するも、配属先は大阪出張所の営業であった。島地は景子と手を切る絶好の機会と思い、景子の大阪勤務を後押しする。一方、佐野夫婦の亀裂を見てとった島地は、再度明子を襲撃、明子は間一髪で島地の征服を免れたものの、病気にかかる。佐野は明子を静養のため高知県へ連れていくことにする。
島地から最終的に拒絶された景子は、島地を忘れようと、出張所からの提案を受諾し高知県の営業担当となるが、営業先の高校教員からは、島地を招いての講演会を求められた上に、リベートの要求、酒付き合いの強要、ルッキズム、セクハラの仕打ちに見舞われる。他方、高知県南西部の町での講演の誘いを受けた島地は、高知県へ去った佐野夫婦の訪問をもくろみ、受諾する。しかし高知県での講演を終えた島地は、思わぬ遭難に巻き込まれる。

## 主な登場人物
島地章吾
国公立のC大学助教授。実力ある若手日本史学者として声望を持ち、歴史教科書の監修者としても常連。一方、女性に手の早いことには定評がある。
細貝景子
細貝貞夫の妻。中学校教師の父の勧めで、学校卒業後すぐに結婚し、自分で働いた経験がなかったが、夫の死により、岐路に立たされる。
佐野周平
島地の高校同期で電力会社に勤務。ダム建設の補償問題に対応するため、高知県に転任する。
佐野明子
佐野周平の妻。交際不得手な夫をフォローするため、明るく振舞おうとする。趣味で俳句を詠む。
細貝貞夫
元有名私立大学助教授で左翼界隈に支持されるが、その後無職となる。
岡田
教科書会社・秀学図書の編集部員で島地の担当。
松永
秀学図書の編集部長。
瀬川宗太郎
秀学図書の社長。
横貝恒夫
B大学文学部の学生。
朝枝賢二
B大学文学部の学生。
島地友子
島地章吾の妻。
秋吉良一
ダム建設事務所の所長。
湯浅麻夫
地方紙「南海新聞」の記者。
山田猪太郎
ダムで水没する上志波屋集落の旧家の有力者。
吉村
秀学図書の徳島県および高知県担当の部員。
江藤
高知県西部の志佐高校の社会科主任。
葛和
高知県南西部の進学校である川上高校の社会科主任。

## エピソード
- 本作連載中に読売新聞は「たまらない『落差』に描かれた教員の姿」と題して「一中学教員の妻として私はほんとうにいやな気持ちでこの小説を読んでいます」「『落差』は、特に十二、三歳から十六、七歳の少年層に教師不信の悪影響を及ぼすおそれがあると思うが、貴紙のご意見をうけたまわりたい」という内容の読者からの投書を紙面で紹介した[1]。
- 連載終了と同時に著者は「教科書と教科書業者 落差を書き終えて」[2]を発表し、教科書会社が「思想もイデオロギーもない。あるのは商売だけ」「小説では、その具体的な例をいくつか書いた。すると、抗議が寄せられ、その一部は本紙に投書として掲載されたが、同じような趣旨のものはほかにもあった」「いずれにしても私は、教科書会社などの業者側と学校教師側との醜悪な取り引き面を少し遠慮がなさすぎるほど書いた」などと本作の反響を記している。
- 連載中、島地章吾のモデルらしい人物から抗議がこないかという心配に対して、著者は「おそらくこないだろう。もし抗議すれば、自分がモデルだということをはっきり証明するようなものだからな」と笑っていたと、本作の速記を務めた福岡隆は述べている[3]。
- 研究者の山本幸正は、理想主義的な教師像を描いて反響を呼んだ石川達三『人間の壁』（『朝日新聞』連載）に対抗する作品として、読売新聞が期待し、著者が応じたのが本作であったと推測している[4]。
- タイトルの意味については終章に記述があり、細貝景子が夫を喪って以後経験する現実の落差とされている。このほか、島地章吾の表向きの名声と裏面のあいだの落差とする解釈もある[5][6]。

## 作品の舞台
- 湯河原温泉 - 第十三章
- 第四章以降で描かれるダム建設予定地の高知県「田積村」は、魚梁瀬ダムおよび魚梁瀬森林鉄道（第十二章で「森林軌道車」として描写）と、香美市のソルトロード（塩の路）および平家落人伝説の要素とが合成されている。
- 高知市 - 第二十五章
- 安芸市 - 第二十六章
- 中村市 - 第二十七章以降で描かれる「川上市」のモデル。現在の四万十市。